# Scharlih
Der Scharlih ist die älteste Auszeichnung, die mit dem Namen Karl May verbunden ist. Er wird auf dem jährlich veranstalteten Karl-May-Fest verliehen. Die Statuette wurde vom Bildhauer Wilfried Fitzenreiter entworfen.
Den Namen Scharlih verwendete der Karl-May-Held Winnetou für seinen Blutsbruder Old Shatterhand und spielte damit auf den Vornamen „Karl“ (Charly) von Karl May an.

## Preisträger
- 1992 – Lex Barker (posthum, überreicht an seinen Sohn Christopher)
- 1993 – Marie Versini, Schauspielerin
- 1994 – Karin Dor, Schauspielerin

Martin Böttcher, Komponist
Medium-Terzett, Musikgruppe
- 1995 – Rik Battaglia, Schauspieler
- 1996 – Artur Brauner, Filmproduzent
- 1997 – Eddi Arent, Schauspieler

Special Award für Martin Böttcher
- 1998 – Horst Wendlandt, Filmproduzent

Carl-Heinz Dömken, Zeichner
- 1999 – Pierre Brice, Schauspieler
- 2001 – Karl-Michael Vogler, Schauspieler
- 2002 – Chris Howland, Schauspieler

Franz Josef Gottlieb, Regisseur
- 2003 – Herbert Lom, Schauspieler
- 2004 – Gustavo Rojo, Schauspieler
- 2005 – Claus Wilcke, Schauspieler und Hörspielsprecher
- 2006 – Klaus-Hagen Latwesen, Schauspieler (Winnetou in Bad Segeberg)
- 2007 – Dunja Rajter, Schauspielerin
- 2013 – Jochen Bludau, Schauspieler, Regisseur, Bühnenautor, Intendant, Elspe Festival